# 张坦谏
张坦谏，湖北汉阳县（今湖北武汉市汉阳区）人，清朝政治人物。
张坦谏曾于乾隆六年（1741年）接替冯宗洙署任金山县知县一职，同年十月去职。